# جیمز چدویک
سر جیمز چادویک (به انگلیسی: Sir James Chadwick) (در برخی منابع فارسی: چدویک) (زاده ۲۰ اکتبر ۱۸۹۱ – درگذشته ۲۴ ژوئیه ۱۹۷۴) فیزیک‌دان انگلیسی بود. در سال ۱۹۳۲ نوترون را که رادرفورد در سال ۱۹۲۰ وجود آن را پیش‌بینی کرده بود، کشف کرد و به همین سبب، در سال ۱۹۳۵ جایزه نوبل فیزیک را دریافت کرد.

## زندگی
چادویک در بولینگتون، چشیره از جان جوزف چادویک و آن مری نولز، متولد شد. وی، دوران تحصیلات ابتدایی خود را در بولینگتون گذراند و سپس،  در مدرسه گرامری منچستر تحصیل و به دانشگاه منچستر و پس از آن به کمبریج رفت.
در سال ۱۹۱۳ چادویک با هانس گایگر در دانشکده فنی دانشگاه برلین مشغول به هم‌کاری شد. او با ارنست رادرفورد نیز، کار می‌کرد. در جنگ جهانی اوّل، او در آلمان بود و در اردوگاهی، خارج از برلین، حضور داشت؛ در حالی که آزادانه، در آزمایشگاهی، در اسطبل، به آزمایش می‌پرداخت. او به کمک چارلز الیس بر روی یونیزاسیون فسفر و همچنین، برعکس واکنش شیمیایی کلر مونواکسید کربن، مشغول به کار شد.

## شغل

### تحقیقات در کمبریج

تمبر یادبود جیمز چدویک - انتشار در سال ۱۹۹۵ - مالدیو

در سال ۱۹۳۲، چدویک یک ذره ناشناخته در هسته اتم کشف کرد. این ذره به عنوان نوترون شناخته شد به دلیل عدم بار الکتریکی. کشف چادویک برای شکست اورانیوم ۲۳۵ بسیار مهم بود. برخلاف ذرات با بار مثبت آلفا، که توسط نیروهای الکتریکی موجود در هسته‌های دیگر دفع می‌شوند، نوترون‌ها به نیرویی برای غلبه بر کولن‌ها احتیاج ندارند و بنابراین می‌توانند در سنگین‌ترین عناصر نفوذ کنند و تقسیم شوند. برای این کشف به او مدال هیوز سلطنتی در سال ۱۹۳۲ و جایزه نوبل فیزیک در سال ۱۹۳۵ اهدا شد.
کشف چادویک امکان ایجاد عناصر سنگین‌تر از اورانیوم‌هایی را که در آزمایشگاه‌ها ساخته بودند را فراهم می‌کرد. کشف او الهام گرفته از انریکو فرمی، فیزیکدان ایتالیایی و برنده جایزه نوبل است.

### لیورپول
چادویک در سال ۱۹۳۵ استاد فیزیک در دانشگاه لیورپول شد. او در کمیته لوسی مود برای کار بر روی ماده منصوب شد. او به عنوان بخشی از مأموریت تیزارد در سال ۱۹۴۰ به همراه آمریکایی‌ها و کانادایی‌ها برای تحقیقات هسته‌ای به شمال آمریکا رفت. وی در نوامبر سال ۱۹۴۰ به انگلستان بازگشت، او به این نتیجه رسید که هیچ چیز از این پژوهش تا بعد از جنگ ظهور نخواهد داشت. در دسامبر سال ۱۹۴۰ فرانتس سیمون، که توسط لوسی مود مأموریت داشت، گزارش داد که امکان جداکردن اورانیوم ۲۳۵ وجود دارد. گزارش سیمون شامل برآورد هزینه و مشخصات یک نیروگاه غنی‌سازی اورانیوم بسیار بزرگ بود. جیمز چادویک بعدها نوشت که در آن زمان او متوجه شد که «ساخت یک بمب هسته‌ای نه تنها ممکن بلکه اجتناب ناپذیر نیز می‌باشد. او گفته من پس از آن قرص خواب می‌خوردم و این تنها راه چاره بود».
او در مدت کوتاهی پس از آن پروژه منهتن در ایالات متحده، به توسعه بمب‌های اتمی که در ناکازاکی و هیروشیما افتادند پرداخت. چادویک در سال ۱۹۴۵ مفتخر به لقب شوالیه گردید.
در سال ۱۹۴۰، چادویک به انجمن سلطنتی فرستاده شد تا با دو دانشمند فرانسوی، هانس ون هالبان و لو کوارسکی که در کمبریج مشغول به کار بودند همکاری کند. او درخواست نموده بود که مقالات آن‌ها در طول زمان جنگ منتشر نشود. در سال ۲۰۰۷، این مقالات در جریان حسابرسی کشف شدند.